# PEMŰ Műanyagipari Zrt.
A PEMÜ Műanyagipari Zrt. Magyarország egyik meghatározó műanyagipari vállalata, amely 1959-ben alakult Solymáron. Az alapítása óta folyamatos fejlődés és innováció jellemzi, amely lehetővé tette, hogy a vállalat meghatározó szereplővé váljon a hazai és nemzetközi műanyagfeldolgozó iparban. Több mint 65 éves tapasztalattal rendelkezik a műanyagok gyártása és feldolgozása területén.
A PEMÜ az évtizedek során folyamatosan bővítette tevékenységi körét, és egyre több iparágban vált meghatározó beszállítóvá. A vállalat részt vett több mint 20 hazai és nemzetközi kutatás-fejlesztési projektben, amelyekben több mint 200 partnerrel működött együtt.
A cég fontos szerepet játszik az innovációban és a kutatás-fejlesztésben, amely lehetővé tette számára, hogy a legmodernebb technológiákat alkalmazza a gyártás során. A PEMÜ célja, hogy a műanyagipar élvonalában maradjon, ezért nagy hangsúlyt fektet az új technológiák bevezetésére és a termékfejlesztésre.
A vállalat saját oktatási és képzési programokat is indított, amelyek célja a műanyagipari szaktudás átadása és az iparág utánpótlásának biztosítása.

## Tevékenységi területek és technológiák
A PEMÜ széleskörű technológiai portfólióval rendelkezik, amely magában foglalja:
- Fröccsöntés – Precíziós műanyag alkatrészek előállítása autóipari, elektronikai és egyéb ipari felhasználásra
- Poliuretán habosítás – Különböző keménységű és sűrűségű poliuretán habok gyártása
- Szerelési tevékenység – Műanyag alkatrészek összeszerelése és tesztelése
- Vulkollán öntés – Különleges kopásállóságú poliuretán termékek előállítása
- Szilikon feldolgozás – Hőálló és rugalmas szilikon alapú termékek gyártása
- PVC feldolgozás – Tartós és sokoldalúan felhasználható PVC termékek előállítása
- Lemezgyártás – Nagy pontosságú műanyag lemezek és kiegészítő termékek (hegesztőzsinór, csövek) gyártása
- Szivattyú szerelés – Szivattyúk és hidraulikus rendszerek összeszerelése
- Szerszámgyártás – Egyedi és precíziós fröccsöntő szerszámok tervezése és gyártása
- Laborvizsgálatok – Anyagvizsgálatok és minőségellenőrzési szolgáltatások biztosítása akkreditált körülmények között

## Fő iparágak
A PEMÜ Zrt. számos iparág számára nyújt megoldásokat, többek között:
- Autóipar – Fröccsöntött és habosított műanyag alkatrészek gyártása
- Egészségipar – Orvosi és gyógyászati eszközök, műanyag komponensek előállítása
- Bútoripar – Különböző műanyag kiegészítők és alkatrészek gyártása bútorokhoz, valamint memóriahabos párnák és matracok gyártása
- Sport- és szabadidőipar –  Sporteszközök és szabadidős termékek műanyag alkatrészeinek gyártása
- Háztartási és barkácsgépipar – Tartós és strapabíró műanyag alkatrészek háztartási gépekhez.
- Gépipar – Ipari berendezésekhez és gyártósorokhoz szükséges műanyag alkatrészek előállítása

## Minőségbiztosítás és tanúsítványok
A PEMÜ nagy hangsúlyt fektet a minőségirányításra és a környezettudatos gyártásra. A vállalat az elsők között vezette be Magyarországon a minőségirányítási szabványok szerinti gyártást, amelyeket az alábbi tanúsítványok is igazolnak:
- IATF 16949:2016 – Autóipari minőségirányítási rendszer
- ISO 17025 – Vizsgáló és kalibráló laboratóriumok  minősítése
- ISO 9001 – Minőségirányítási rendszer
- ISO 14001 – Környezetközpontú irányítási rendszer
- ISO 50001 – Energiairányítási rendszer

A vállalat folyamatosan törekszik a fenntartható fejlődésre, amelynek érdekében energiahatékony gyártási folyamatokat alkalmaz és környezetbarát technológiákat fejleszt.

## Innováció és kutatás-fejlesztés
A PEMÜ az elmúlt 65 évben számos kutatás-fejlesztési programban vett részt, és aktív szereplője a műanyagipari innovációknak. A vállalat:
- Több mint 20 hazai és nemzetközi K+F projektben vett részt
- Több mint 200 partnerrel dolgozott együtt a fejlesztések során
- Oktatási programokat is indít, amelyek a műanyagipari szaktudás fejlesztésére irányulnak

A cég célja a legújabb technológiák bevezetése és a műanyaggyártás folyamatos fejlesztése a fenntarthatóság és az energiahatékonyság jegyében.

## Közösség és karrierlehetőségek
A PEMÜ egy dinamikusan fejlődő vállalat, amely nagy hangsúlyt fektet a munkavállalói fejlődésére és a fiatal szakemberek képzésére. A vállalat saját tanműhelyt működtet, ahol a jövő műanyagipari szakembereit képzik.
A cég stabil munkahelyet és hosszú távú karrierlehetőségeket biztosít azok számára, akik innovatív környezetben szeretnének dolgozni.

## Történet
1959-1965: Az útkeresés időszaka
„A régi dolgozók hallatlan szorgalommal és elkötelezettséggel dolgoztak, ha kellett lapáttal és talicskával, ha kellett kőműveskanállal vagy gyaluval, „pépelőkéssel vagy „Samu kalapáccsal”.” – így emlékezett Cs. Horváth István, a PEMÜ egyik legendás vezetője, az indulás éveire a 20 éves jubileum alkalmából 1979. májusában megjelent PEMÜ Híradóban.
„25 évvel ezelőtt két kis műhelyben kezdetleges körülmények közepette kezdődött vállalatunk története. Aki akkor látta ezeket a parányi műhelyeket, talán álmában sem gondolta volna, hogy ebből a „kocerájból” egy-két évtized múlva modern, több gyáregységből álló, országos hírű vállalat születik, fejlődik.” – PEMÜ Híradó 1983. december.
1966-1969: A dinamikus növekedés kezdeti időszaka
A PEMÜ Híradó 20 évesek vagyunk című jubileumi köszöntésében az 1966 – 1969 közötti időszakot a dinamikus fejlődés kezdeti időszakaként jelölte meg. Erre az időszakra tehető a cipőgyártás térhódítása, további technológiák bevezetése, többek között az extrudálás elindítása. A korszakra jellemzően a vállalat is részt vett a községgel közösen szervezett májusi felvonulásokon.
A legendássá vált történetek a brigádmozgalomhoz kötődően is erre az időszakra tehetőek, amelyek a következő években is jellemezték a közösséget.
1970-1975: Növekvő dinamizmus időszaka
Az 1970-1975-ös években modern termelőberendezések, új technológiák egész sora jelent meg a PEMÜ-ben, megindult az olefin csőgyártás, a pemüflon és a szilikon feldolgozás, új anyagok és technológiák léptek be a cipőipari termékek gyártásában (platt-form, Siesta-betétek, lakkozott sarokgyártás, stb.). Ezekben az években indult a gyártása a Singer fittingeknek és különféle csőkötőidomoknak, a kárpitosipari lágy habbetéteknek és ebben az időszakban történt az útszéljelző oszlopok és műanyagvödrök gyártása is. Az 1970-es évektől PRESMA és Rotomix fröccsöntőgépekkel és POLYER poliuretán habosító gépekkel történt a gyártás, de a szerszámüzem és az extruderüzem építésére is ebben az időszakban került sor Solymáron.
Az 1970-es évektől indult a PEMÜ-ben legendássá vált nyári szabadságok ideje alatti üdülések szervezése. Az évek alatt a dolgozók összefogásával felépültek, illetve megújultak az üdülésekre szolgáló ingatlanok Agárdon, Balatonföldváron, Fonyódon, Balatonedericsen, de lehetőség volt bérelt nyaralók igénybevételére is Hajdúszoboszlón, Tiszakécskén és a Börzsönyben.
Ezekben az években nyitotta meg kapuit a legendás PEMÜ könyvtár.
1976-1983: A nagyvállalattá alakulás időszaka
Az 1970-es évek második felében rendszeresek voltak az év elején a vezérigazgatói beszámolók a munkásgyűléseken. Ezeket az éveket a solymári telephelyen kívül a budapesti, zsámbéki és ceglédi telephely intenzív fejlesztése jellemezte, de erre az időszakra tehető a nemzetközi együttműködések megerősödése is. A KGST országokon kívül az NSZK nagyvállalataival is stratégiai együttműködések alakultak ki. A nemzetközi kapcsolatok kiterjesztése vezetett oda, hogy az 1980-as évek elejére a vállalat elsőként az országban megalapította két külföldi tulajdonú közösvállalkozását Solymáron a Kemipur-t, Zsámbékon pedig a Qualiplastik-ot. Ebben az időszakban már működött a PEMÜ Horgászegyesülete és a Sakk szakosztálya.
1984-1989: Egy újabb szint, a nemzetközi kapcsolatok kiteljesedése
A vállalat a következő években a magyar viszonyok között úttörőként széleskörű nemzetközi kapcsolatokat épített ki Nyugat-Európában működő cégekkel. Magyarországon elsőként a német BASF céggel és a Chemolimpex-szel megalapított egy közös vállalatot, Kemipur néven. Ehhez a korszakhoz köthető az autóipari beszállítások elindítása a német TEVES céggel történő együttműködés keretében. A vállalat életében meghatározó cipőgyártás is nemzetközi szintre került a PUMA-val kötött bérmunkás együttműködés révén. Izgalmas, kihívásokkal teli időszak volt ez a PEMÜ életében, amely felkészítette a vállalatot az 1990-es években bekövetkező rendszerváltásra.
1990-2003: Útkeresés a rendszerváltást követően
1990. márciusában a demokratikus parlamenti választásokon az egypártrendszert felváltotta a többpártrendszer. A társadalmi-gazdasági változások alapjaiban változtatták meg nem csak az emberek, hanem a Magyarországon működő cégek életét is. Új fogalmakat kellett megtanulniuk, mint például a privatizáció, a munkanélküliség, a piaci verseny, a nemzetközi pénzügyi és gazdasági hatások közvetlen megjelenése.Ezt az időszakot a PEMÜ-ben is az útkeresés időszakaként jellemezhetjük, a következő évtizedet meghatározta a dolgozói résztulajdonosi program megvalósítása, a korábbi időszakban vállalt magas adósságszolgálat visszafizetése. A PEMÜ tevékenységében meghatározóvá válik az autóipari beszállítói tevékenység, miközben a cipőipari tevékenység még mindig domináns szerepet tölt be. Az autóipari beszállítások megvalósulásában nagy szerepet játszottak az ebben az időben alapított vegyesvállalatok és a Magyarországra települő Suzuki.
2004-2008: Egy új korszak alapjainak lerakása
Erre az időszakra rányomta a bélyegét a könnyűipar válsága, amely kemény kihívások elé állította a PEMÜ-t. A PEMÜ Cipőipari Üzletága Cegléden korszerű tudással, nemzetközi gyártási és minőségi tapasztalatokkal rendezkedett, azonban a megváltozott piaci viszonyok között nem volt esélye a kapacitások lekötésének. Az árbevétel közel felét adó cipőipari tevékenység válsága azzal a veszéllyel fenyegetett, hogy elsodorja a vállalkozást.
Az árbevétel másik felét kitevő műanyagipari tevékenység elavult gépparkkal, szétaprózott szervezeti keretek és bizonytalan piaci viszonyok között működött Solymáron és Zsámbékon. A vállalkozás magas hitelállománnyal és a lecsökkent árbevételhez képest finanszírozhatatlan költségstruktúrával rendelkezett, elsősorban a magas telephely fenntartási és irányítási költségek miatt.
A kijelölt stratégia egyidejűleg célozta meg a cipőipari kapacitások felszámolását és a műanyag-feldolgozási tevékenység fejlesztését. A finanszírozás hosszú távon a meghatározóan saját tulajdonú, termeléshez nem szükséges ingatlan vagyonra, rövidtávon azonban külső forrásokra lett alapozva.
2009: A PEMÜ komplex megújulása
2009 év elején nyilvánvalóvá vált, hogy a világgazdasági válság nem tartható a pénzügyi keretek között, erőteljes változásokat fog követelni a gazdaság egészében.
A korabeli sajtó így írt a válság kezdeti időszakáról: Az Európai Bizottság szerint a válság következtében az eurózónában 2009-ben szinte teljesen leáll a gazdasági növekedés. Az IMF szerint 2009-ben az egész fejlett világ recesszióba került, de a feltörekvő országok gazdasági növekedése is lelassult. Mindeközben 2009-ben a magyar gazdasági visszaesés 6,8% lett.
A PEMÜ éppen túljutott a telephelyek bezárásán és a könnyűipari válság hatásainak menedzselésén, amelyeknek pénzügyi terhei komoly kötelezettségeket jelentettek a következő időszakra. A világgazdasági válság hatására cégek mentek tönkre vagy fúzionáltak a túlélés érdekében. Általánosan jellemző volt a beruházások, fejlesztések leállítása.
A PEMÜ a válságra válaszul meghirdette komplex fejlesztési programját, amely az elöregedett géppark, leromlott épület és infrastruktúra komplex felújítását tűzte céljául. Technológiai megújulással párhuzamosan a dolgozók tudásának fejlesztése is a stratégia meghatározó elemét képezte.